# 你，好不好？
《你，好不好？》，是台灣歌手周興哲於2016年7月22日發行的歌曲，為華劇《遺憾拼圖》的片尾曲，多次於華語音樂排行榜上榜並獲選為年度歌曲。

## 製作
《你，好不好？》由周興哲以電影愛在他鄉為靈感所創作。由周興哲及吳易緯作詞，周興哲作曲、陳建騏編曲。

## 獲獎與榮譽
- 《你，好不好？》於Youtube上傳的MV，於2019年點閱人數突破1億人次[2]。
- 此曲於「KKBOX華語週榜」中連續30週上榜，演唱人周興哲也因此曲獲得「第12屆KKBOX風雲榜」的「年度風雲歌手」。[3]。
- 2016年於Billboard Radio China音樂電台舉辦的「年度華語TOP 10」中獲得第4名[4]。
- 2017年5月8日，於中央人民廣播電台音樂之聲主辦的「MusicRadio京都念慈菴全球流行音樂年度盛典」中，獲得「2016年度二十大金曲」之一[5]。
- 2018年於新加坡中文電台UFM 100.3主辦的「2018年U選1000」中文歌曲排行榜中獲得第7名[6]。
- 《你，好不好？》於Youtube上傳的MV，於2023年點閱人數突破2億人次，使周興哲成為繼香港女歌手鄧紫棋與天王周杰倫後第三位擁有破2億華語歌曲的歌手。

## 外部連結
- 周興哲《你，好不好？ How Have You Been?》Official Music Video《遺憾拼圖》片尾曲 （页面存档备份，存于）